# Stratum corneum himotriptinski enzim
Stratum corneum himotriptinski enzim (EC 3.4.21.117, kalikrein 7, SCCE, KLK7, PRSS6, hK7) je enzim. Ovaj enzim katalizuje sledeću hemijsku reakciju
Razlaganje proteina sa aromatičnim bočnim lacima u P1 poziciji
Ova enzim ima široku supstratnu specifičnost, te može da degradira toplotom-denaturisani goveđi kazein i alfa-lanace prirodnog ljudskog fibrinogena.

## Literatura
- Nicholas C. Price; Lewis Stevens (1999). Fundamentals of Enzymology: The Cell and Molecular Biology of Catalytic Proteins (Third изд.). USA: Oxford University Press. ISBN 019850229X.
- Eric J. Toone (2006). Advances in Enzymology and Related Areas of Molecular Biology, Protein Evolution (Volume 75 изд.). Wiley-Interscience. ISBN 0471205036.
- Branden C; Tooze J. Introduction to Protein Structure. New York, NY: Garland Publishing. ISBN 0-8153-2305-0.
- Irwin H. Segel. Enzyme Kinetics: Behavior and Analysis of Rapid Equilibrium and Steady-State Enzyme Systems (Book 44 изд.). Wiley Classics Library. ISBN 0471303097.
- William P. Jencks (1987). Catalysis in Chemistry and Enzymology. Dover Publications. ISBN 0486654605.

## Spoljašnje veze
- Stratum+corneum+chymotryptic+enzyme на 